# 危険な動物たち
『危険な動物たち』（きけんなどうぶつたち、原題：Fierce Creatures）は、1997年のアメリカ映画。

## 概要
『ワンダとダイヤと優しい奴ら』の続編的映画だが、英米の笑いをミックスという前作のコンセプトそのままに内容は一新。今度は動物園を舞台にドタバタと前作同様にシニカルかつちょっとブラックなギャグを繰り広げるコメディ映画。動物園が舞台なだけに動物が出て来るが、一般的にどんな名優も「動物と子供にはかなわない。動物に食われてしまう」として動物モノを避ける映画人も多い。そこをあえて動物モノに挑み、逆手に取って人間のアクの強さを出して演じているのも特徴。
この映画は監督が2名になってしまい、もう少しでアラン・スミシー映画になるところだった。というのもロバート・ヤングが監督した部分にケチが付いてしまい、監督交代劇が起こり、出演者4人はスケジュールを調整せねばならず、監督はフレッド・スケピシになり、若干マイルドなモノになったという。

## キャスト
※括弧内は日本語吹替
- ロロ・リー - ジョン・クリーズ（阪脩）
- ウィラ・ウェストン - ジェイミー・リー・カーティス（高島雅羅）
- ヴィンス・マッケイン/ロッド・マッケイン - ケヴィン・クライン（大塚芳忠）
- エイドリアン・“バグジー”・マローン - マイケル・ペイリン（青野武）
- アシカ係のレジー - ロニー・コーベット（辻親八）
- ネコ科係のカブ - キャリー・ローウェル
- 小型哺乳類係のロタビー - ロバート・リンゼイ（田原アルノ）
- ネヴィル - ビリー・ブラウン（稲葉実）
- 赤いドレスの女性 - スージー・ブレイク

## スタッフ
- 監督：フレッド・スケピシ、ロバート・ヤング
- 製作：マイケル・シャンバーグ、ジョン・クリーズ
- 脚本：ジョン・クリーズ、イアイン・ジョンストン
- 撮影：エイドリアン・ビドル、イアン・ベイカー
- 音楽：ジェリー・ゴールドスミス

## 評価
レビュー・アグリゲーターのRotten Tomatoesでは32件のレビューで支持率は53%、平均点は5.50/10となった。Metacriticでは20件のレビューを基に加重平均値が62/100となった。